# 齐顺章
齐顺章（1925年—），男，直隶（今河北）昌黎人，中国动物生物化学家，曾任北京农业大学教授、博士生导师。